# Risso (Uruguay)
Risso ist eine Ortschaft in Uruguay.

## Geographie
Sie befindet sich im Westen Uruguays auf dem Gebiet des Departamento Soriano in dessen Sektoren 6 und 12. Sie liegt in der Cuchilla del Bizcocho südöstlich von Egaña und nordnordwestlich von José Enrique Rodo. In der Nähe fließt der Cañada de los Mimbres.

## Einwohner
Risso hatte bei der Volkszählung im Jahre 2004 666 Einwohner.
| Jahr | Einwohner |
| ---- | --------- |
| 1963 | 429       |
| 1975 | 515       |
| 1985 | 431       |
| 1996 | 509       |
| 2004 | 666       |

Quelle: Instituto Nacional de Estadística de Uruguay